# Fritz J. Raddatz
Pour les articles homonymes, voir Raddatz.
Fritz J. Raddatz est un écrivain allemand né le 3 septembre 1931 à Berlin et mort le 26 février 2015 .

## Biographie
D’origine est-allemande, il était passé à l’ouest en 1960. En France, il a été fait Officier des Arts et des Lettres par l’ancien président de la République, François Mitterrand.
Fritz J.Raddatz est né à Berlin en 1931. Il n'a pas eu une enfance facile. Il a qualifié lui-même son enfance d'enfance amère et solitaire sauvée par la littérature.Il a commencé sa longue carrière en 1953 en tant que lecteur pour la maison d'éditions d'état de Berlin Est Volk und Welt. En 1958, il quitta la RDA pour s'établir en République fédérale et devint lecteur en chef chez Kindler, avant de changer pour la maison d'éditions Rowohlt deux ans plus tard. Sa décision de quitter la RDA a été motivée par le délitement du régime : « parce que j'avais senti de plus en plus en RDA l'altération de l'idée d'un socialisme à visage humain. », précisant encore : « Le béton de la culture stalinienne recouvrait tout. »
Il fut directeur suppléant chez Rowohlt jusqu'en 1969. En 1977 Fritz J.Raddatz prit la direction des pages culturelles du quotidien die Zeit . Il devint alors l'un des critiques littéraires les plus influents, mais aussi l'un des plus combattifs en République fédérale. Lorsqu'il abandonna le poste en 1985, il continua à travailler pour le journal en tant que correspondant culturel. FrItz J.Raddatz fut en effet journaliste, mais aussi écrivain, biographe, maitre de conférences, traducteur et éditeur. 
Sa mort en février 2015 a été l'occasion de nombreux articles en hommage. Comme pour Marcel Reich Ranicki mort un an plus tôt les nombreuses expressions utilisées pour caractériser ce journaliste permettent de brosser un portrait de Fritz J.Raddatz: « Élégant, brillant et plein de tempérament: Fritz J. Raddatz était l'un des plus grands feuilletonistes et critiques littéraires de son temps », écrit ainsi Théo Sommer dans le journal Die Zeit. Le titre de l'article de Théo Sommer, «un génie et un provocateur», montre l’ambiguïté du personnage.
Tout comme Marcel Reich-Ranicki, il a joué un rôle dans la défense et la promotion de la littérature est-allemande. Il a ainsi écrit un article à propos du livre de Stefan Heym Fünf Tage im Juni, où il expose la force de l'écriture de cet écrivain. Il laisse paraitre aussi dans ses articles son opinion concernant les événements en République démocratique allemande. Dans l'article consacré au livre de Christa Wolf, Nachdenken über Christa T, il souligne que Christa Wolf intervient, malgré le poste qu'elle occupe, en faveur de Wolf Biermann et de Robert Havemann, et ce en 1969 : « Avec le même esprit rebelle, avec lequel Christa Wolf ( elle fut dans ce cas le seul écrivain de RDA), a défendu le droit à l'erreur pour Biermann et Havemann au dernier congrès du Parti.[...] » . Mais Fritz J. Raddatz n'adopte pas toujours un ton avenant dans ses articles. Tout comme Marcel Reich-Ranicki, il décrit Hermann Kant, dans Traditionen und Tendenzen du terme d arrangeur, « ein Arrangeur ». Il y aurait en RDA, selon Fritz Raddatz, la lignée des écrivains authentiques, des jongleurs, des bouffons du roi, pasticheurs , des experts en toutes écritures et là , nous retrouvons Hermann Kant à côté de Rolf Schneider, Werner Bräunig, Günter de Bruyn, Dieter Noll : « Kant est un arrangeur adroit, cultivé, lettré, - un grand arrangeur- un grand écrivain il ne l'est pas du tout. ».

## Publications
- "Posface" in Berlin finale de Heinz Rein, 2018, éd. Belfond; p. 838 à 846.  (ISBN 2714471439).